# Kunoy
Kunoy, en danès Kunø, és una de les divuit illes que conformen l'arxipèlag de les Fèroe. Té una superfície de 35.5 km² i una població de 156 habitants (2020). El seu nom significa "illa de les dones" i es contraposa al nom de l'illa veïna anomenada Kalsoy, que significa "illa dels homes". És una de las sis illes que conformen la regió feroesa de Norðoyar. Kunoy acull dues poblacions: Kunoy i Haraldssund. Des del 1988 hi ha un túnel que enllaça ambdues localitats.

## Geografia
Kunoy forma part de les anomenades "illes del nord" (Norðoyar), situades al el nord-est de les Illes Fèroe. Es troba separada de Kalsoy pel Kalsoyarfjørður i de Borðoy pel Haraldssund. Com la veïna Kalsoy, Kunoy té una forma allargada perfilada per una serralada basàltica que la recorre de nord a sud. El punt més alt de l'illa és el Kúvingafjall, amb 830 metres. Aquest sistema muntanyós té valls glacials banyades per petits rius que formen cascades en alguns casos.
Només hi ha dos nuclis de població a l'illa: Kunoy, a la costa sud-occidental, i Haraldssund, a la costa sud-oriental. Ambdues localitats es comuniquen entre si a través del túnel de Kunoy (Kunoyartunnilin), que té poc més de 3 km de longitud. A Haraldssund, l'illa connecta amb Borðoy a través d'un pont.

## Història
Kunoy ha estat poblada des de les primeres colonitzacions nòrdiques de les Illes Fèroe. Haraldssund és molt probablement un d'aquests casos, ja que el seu origen és anterior al 1200. El poble de Kunoy, per la seva banda, podria ser igual d'antic, però no apareix esmentat en cap font escrita fins al segle xiv, quan surt a la Hundabrævið. Antigament existia un tercer nucli de població anomenat Skarð, a la costa oriental. Tanmateix, la totalitat de la població masculina (7 homes d'edats compreses entre els 14 i els 70 anys) va morir en un accident marítim ocorregut la vigília de Nadal de 1913, cosa que va suposar que totes les dones i nens residents en aquest poble emigressin a Haraldssund. Un dels fills més famosos d'aquesta població abandonada va ser Símum av Skarði (1872 - 1942), que va aconseguir ser un influent pedagog a l'arxipèlag, a més de compondre'n l'himne nacional.